# Virgen de las Nieves (Agaete)
La Virgen de las Nieves de Agaete es una representación de la Virgen María, bajo la advocación de la Virgen de las Nieves. Como su nombre indica, se encuentra en el municipio grancanario de Agaete custodiada en la Ermita de Nuestra Señora de las Nieves del puerto de Agaete.

## Tríptico de las Nieves
El Tríptico Flamenco de Nuestra Señora de las Nieves que se venera en Agaete fue encargado "al mejor pintor que se hallare" por Antón Cerezo, quien fuera dueño del ingenio azucarero instalado en la villa de Agaete por Alonso Fernández de Lugo tras la conquista, el cual actualmente se atribuye a Joos Van Cleve. El Tríptico llegó a la Villa Marinera de Agaete a mediados del siglo XVI. Esta obra se encuentra en la actualidad en la Ermita de las Nieves en Agaete. 
Actualmente no presenta disposición original y está constituido por cinco piezas:
- La tabla central con la imagen de la Virgen y el Infante.
- Una tabla lateral con la imagen de San Francisco de Asís.
- Una tabla lateral con la imagen de San Antonio Abad.
- Dos medallones con los donantes: en uno, Antón Cerezo y, su hijo, Francisco Palomares y en otro, su mujer, Sancha Díaz de Zorita.

Se habla de una pieza extraviada en donde se representaba la escena de la última cena. Hablamos de una predela que se hallaría originariamente bajo la Virgen y el Niño.

## Descripción del Tríptico de la Virgen de las Nieves
La Virgen, está sedente bajo un dosel de brocado, contemplando al Infante en sus brazos. Aparece vestida con una túnica de cuello cuadrado y cintura alta con un manto rojo y tocada con un velo transparente.
El Infante está desnudo, sobre un paño blanco y con un pájaro en sus manos.
La escena reflejada en el tríptico posee un espacio arquitectónico renacentista, en el que destacan elementos tan cotidianos como el citado dosel, una lámpara, una guirnalda y las plantas que crecen a los pies de la Virgen.
La escena oficial del tríptico correspondería a una panorámica donde se destacaría a la Virgen entronizada y a sus lados los  among us tres personales orantes.
En las tablas laterales, aparecen las imágenes advocadas a San Antonio Abad y a San Francisco de Asís, rezando y contemplando la imagen de la Virgen María.
Como fondo de escena, aparece un paisaje montañoso situado en una ciudad portuaria en cuya costa navegan varias embarcaciones.